# スター・ピープル
『スター・ピープル』（Star People）は、マイルス・デイヴィスが1983年に発表したスタジオ・アルバム。

## 解説
本作のレコーディングがまだ途中だった1982年末、ビル・エヴァンスの紹介によりジョン・スコフィールドがマイルスのグループに加入。ジョンの加入により、一部の楽曲はマイク・スターンとのツイン・ギター編成でレコーディングされた。また、本作を最後にマイク・スターンとマーカス・ミラーがマイルスのレギュラー・バンドを脱退しているが、マーカスは1986年より、再びマイルスのレコーディングをサポートするようになった。
アルバム・ジャケットには、マイルス自身が描いた絵が使用されている。
本作は、総合チャートであるBillboard 200では136位、『ビルボード』誌のジャズ・アルバム・チャートでは4位に達した。

## 収録曲
全曲ともマイルス・デイヴィス作曲。
1. カム・ゲット・イット - "Come Get It" - 11:01
2. イット・ゲッツ・ベター - "It Gets Better" - 10:06
3. スピーク - "Speak" - 8:26
4. スター・ピープル - "Star People" - 18:43
5. ユー・アンド・アイ - "U 'n' I" - 5:53
6. スター・オン・シシリー - "Star on Cecely" - 4:26

## 参加ミュージシャン
- マイルス・デイヴィス - トランペット、キーボード
- ビル・エヴァンス - ソプラノ・サックス、テナー・サックス
- マイク・スターン - ギター
- ジョン・スコフィールド - ギター(on 2. 3.)
- マーカス・ミラー - エレクトリックベース(on 1. 2. 4. 5. 6.)
- トム・バーニー - エレクトリックベース(on 3.)
- アル・フォスター - ドラムス
- ミノ・シネル - パーカッション
- ギル・エヴァンス - アレンジ